# 白竹
白竹（学名：Fargesia semicoriacea）为禾本科箭竹属下的一个种。